# بوگوینو
بوگوینو (به لاتین: Bugojno) یک شهرک در بوسنی و هرزگوین است که در Bugojno Municipality واقع شده‌است.

## خصوصیات
بوگوینو ۳۶۱ کیلومترمربع مساحت و ۳۴٬۵۵۹ نفر جمعیت دارد.